# Prêtre de rue

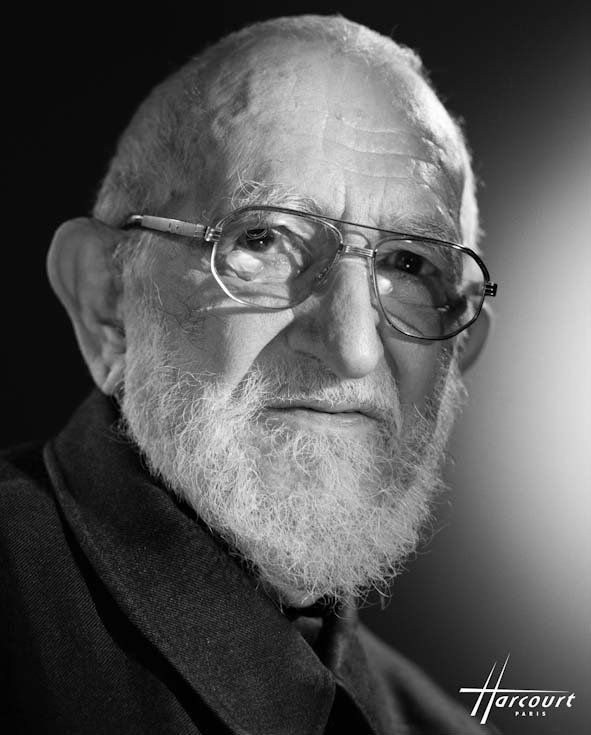
L'abbé Pierre, photographié par le studio Harcourt.

Un prêtre de rue est un prêtre qui exerce son mandat spirituel et qui vit dans des structures en contact direct avec la rue, qui est sa terre de mission.
Des figures historiques de prêtres de la rue sont saint Philippe Néri (1515-1595) et saint Jean Bosco (1815-1888). Aujourd'hui, l'expression concerne les prêtres ayant développé des idées et des mouvements réformistes pour la justice sociale dans une dimension chrétienne, à travers le service aux pauvres et aux personnes mis dans la marge de la société.
Leur travail couvre différents domaines: la marginalisation, l'emprisonnement, la coopération au développement, la toxicomanie et les diverses dépendances, les handicaps, les orphelins et les enfants abandonnés, la prostitution, les SDF.
Dans de nombreux cas, les prêtres de la rue ont formé des groupes, associations ou communautés dans lesquelles il y a beaucoup d'espace pour les laïcs.
Selon les circonstances, il y a des débats et des conflits avec la hiérarchie ecclésiastique et des rappels constants à la Doctrine sociale de l'Église catholique et de l'évolution du concile Vatican II.